# Лонгория, Эван
Эван Майкл Лонгория (англ. Evan Michael Longoria; 7 октября 1985, Дауни, Калифорния) — американский бейсболист, в последнее время выступавший на позиции игрока третьей базы в клубе Главной лиги бейсбола «Аризона Даймондбэкс». На студенческом уровне играл за команду университета штата Калифорния в Лонг-Биче.
Лучший новичок Американской лиги по итогам сезона 2008 года. Трёхкратный участник Матча всех звёзд лиги. Трёхкратный обладатель награды «Золотая перчатка» лучшему по игре в защите на своей позиции. Обладатель награды «Сильвер Слаггер» по итогам сезона 2009 года. Чемпион мира по бейсболу 2007 года в составе национальной сборной США.
Изображён на обложке игры Major League Baseball 2K10.

## Ранние годы
Отец Эвана был мексиканского происхождения, а мать — украинского. Он посещал Католическую школу Сент-Реймонд в Дауни (штат Калифорния), в которой отсутствовала бейсбольная команда. Позже он учился в старшей школе Святого Джона Боско, где два года выступал за местную бейсбольную команду и даже раз выбирался в сборную всех звёзд лиги. По окончании обучения в школе ни один университет не предложил ему спортивную стипендию, хотя первоначально Университет Южной Калифорнии рассматривал его кандидатуру, но затем решил не брать его. Из-за этого он поступил в Колледж Рио Хондо, где отучился год прежде чем получил стипендию от Университета штата Калифорния в Лонг-Бич.

## Профессиональная карьера
Лонгория был выбран под третьим номером клубом «Тампа Бэй Рейс» на драфте МЛБ 2006 года. Изданием Baseball America Лонгория был назван «лучшим чистым отбивающим» среди всех студентов, выставивших свою кандидатуру на драфт в 2006 году. Выбранный под третьим номером драфта, он стал самым высоким выбором в истории своего университета. После выбора, «Тампа Бэй» выплатила ему бонус в размере 3 млн долларов.

## Личная жизнь
В феврале 2012 года Лонгория подтвердил, что встречается с Playmate of the Month Джейми Эдмондсон. В декабре 2012 года пара объявила, что они ожидают своего первенца. Первоначально дата рождения ребёнка была намечена на 1 апреля 2013 года, однако по советам врача она сделала кесарево сечение за шесть недель до срока. Таким образом, 20 февраля 2013 года у пары родилась дочь Элле Леона Лонгория. 31 декабря 2015 года Лонгория и Эдмндсон официально оформили свои отношения.
В декабре 2013 года Лонгория открыл ресторан в Южной Тампе «Ducky’s».
Имя Эвана всего на одну букву отличается от имени актрисы Евы Лонгории (Evan Longoria — Eva Longoria), и хотя оба имеют мексиканские корни, они не являются родственниками.